# The Pitt
The Pitt é uma série de televisão americana de drama médico criada por R. Scott Gemmill que estreou no Max em 9 de janeiro de 2025. Cada episódio da temporada cobrirá uma hora de um único turno de emergência de 15 horas no fictício Pittsburgh Trauma Medical Hospital.
Em 14 de fevereiro de 2025, a Max anunciou a renovação de The Pitt para a segunda temporada.

## Elenco

### Principal
- Noah Wyle como  Dr. Michael "Robby" Robinavitch
- Tracy Ifeachor como Dra. Heather Collins
- Patrick Ball como Dr. Frank Langdon
- Katherine LaNasa como Dana Evans
- Supriya Ganesh as Dra. Samira Mohan
- Fiona Dourif como Dra. Cassie McKay
- Taylor Dearden como Dr. Melissa "Mel" King
- Isa Briones como Dra. Trinity Santos
- Gerran Howell como Dennis Whitaker
- Shabana Azeez como Victoria Javadi

### Recorrente
- Shawn Hatosy como Dr. Jack Abbott[6]
- Michael Hyatt como Gloria
- Jalen Thomas Brooks como Mateo Diaz
- Brandon Mendez Homer como Donnie
- Kristin Villanueva como Princess
- Amielynn Abellera como Perlah
- Alexandra Metz como Dra. Yolanda Garcia
- Krystel V. McNeil como Kiara Alfaro
- Deepti Gupta como Dra. Eileen Shamsi

## Episódios

### 1ª temporada (2025)
| N.º na série | N.º na temp. | Título       | Dirigido por    | Escrito por                  | Lançamento              |
| ------------ | ------------ | ------------ | --------------- | ---------------------------- | ----------------------- |
| 1            | 1            | "7:00 A.M"   | John Wells      | R. Scott Gemmill             | 9 de janeiro de 2025    |
| 2            | 2            | "8:00 A.M"   | Amanda Marsalis | R. Scott Gemmill             | 9 de janeiro de 2025    |
| 3            | 3            | "9:00 A.M."  | Damian Marcano  | Joe Sachs & R. Scott Gemmill | 16 de janeiro de 2025   |
| 4            | 4            | "10:00 A.M"  | Amanda Marsalis | Noah Wyle                    | 23 de janeiro de 2025   |
| 5            | 5            | "11:00 A.M." | John Cameron    | Simran Baidwan               | 30 de janeiro de 2025   |
| 6            | 6            | "12:00 P.M." | Damian Marcano  | Cynthia Adarkwa              | 6 de fevereiro de 2025  |
| 7            | 7            | "1:00 P.M."  | Silver Tree     | Valerie Chu                  | 13 de fevereiro de 2025 |
| 8            | 8            | "2:00 P.M."  | Amanda Marsalis | Joe Sachs                    | 20 de fevereiro de 2025 |
| 9            | 9            | "3:00 P.M."  | Quyen Tran      | Noah Wyle                    | 27 de fevereiro de 2025 |
| 10           | 10           | "4:00 P.M."  | Damian Marcano  | Simran Baidwan               | 6 de março de 2025      |
| 11           | 11           | "5:00 P.M."  | Quyen Tran      | Elyssa Gershman              | 13 de março de 2025     |
| 12           | 12           | "6:00 P.M."  | Amanda Marsalis | Joe Sachs & R. Scott Gemmill | 20 de março de 2025     |
| 13           | 13           | "7:00 P.M."  | Damian Marcano  | Joe Sachs & R. Scott Gemmill | 27 de março de 2025     |
| 14           | 14           | "8:00 P.M."  | John Cameron    | Simran Baidwan               | 3 de abril de 2025      |
| 15           | 15           | "9:00 P.M."  | John Wells      | R. Scott Gemmill             | 10 de abril de 2025     |

## Produção

### Desenvolvimento
Em 26 de março de 2024, Max deu à produção um pedido de série de 15 episódios para The Pitt. A série é criada e exibida por R. Scott Gemmill que também atua como produtor executivo ao lado de Noah Wyle, John Wells, Erin Jontow, Simran Baidwan e Michael Hissrich. As produtoras envolvidas com a série são John Wells Productions e Warner Bros Television. O piloto também foi escrito por Gemmill. Em 27 de agosto de 2024, foi relatado que a viúva de Michael Crichton, Sherri Crichton, em nome do Roadrunner JMTC da John Michael Crichton Trust, processou a Warner Bros Television, Wells, Wyle, Gemmill por quebra de contrato da sequência ER que se transformou em The Pitt e Crichton não é creditado como criador. Em 4 de novembro de 2024, os advogados da Warner Bros Television responderam ao processo entrando com uma moção para demitir e alegaram que é "um programa completamente diferente". Em 14 de fevereiro de 2025, Max renovou a série para uma segunda temporada.

### Seleção de elenco
No anúncio do pedido da série, Wyle também foi escalado para estrelar. Em 12 de julho de 2024, Tracy Ifeachor, Patrick Ball, Supriya Ganesh, Fiona Dourif, Taylor Dearden, Isa Briones, Gerran Howell, Shabana Azeez e Katherine LaNasa se juntaram ao elenco como regulares da série. Em 14 de agosto de 2024, Shawn Hatosy, Michael Hyatt, Jalen Thomas Brooks, Brandon Mendez Homer, Kristin Villanueva, Amielynn Abellera, Alexandra Metz, Krystel V. McNeil e Deepti Gupta foram escalados para papéis recorrentes.

## Lançamento
The Pitt estreou no Max em 9 de janeiro de 2025, com os dois primeiros episódios disponíveis imediatamente e o resto estreando semanalmente até 10 de abril.

## Recepção
O site agregador de avaliações Rotten Tomatoes relatou um índice de aprovação de 93% com uma classificação média de 7,8/10, com base em 44 avaliações críticas. Metacritic, que usa uma média ponderada, atribuiu uma pontuação de 76 em 100 com base em 26 críticos, indicando avaliações "geralmente favoráveis".